# حکیم اولاجوان
حکیم عبدالسالم علیوان یا علیوان یا أولاجیوان (به انگلیسی: Hakeem Olajuwon) متولد ۲۱ ژانویه ۱۹۶۳ میلادی در لاگوس در نیجریه بازیکن سرشناس و بازنشسته و ملی پوش آمریکایی نیجریه‌ای تبار و مسلمان حرفه‌ای ان بی ای است. او در سال ۱۹۹۴ جایزه با ارزش‌ترین بازیکن فصل (mvp) را تصاحب کرد و هم چنین ۲ بار در سال‌های ۹۴ و ۹۵ با ارزش‌ترین بازیکن فینال NBA شد.
درفت 1984
در سال 1984 حکیم اولاجوان 20 ساله در انتخاب نخست راند اول مراسم درفت NBA توسط تیم هیوستون راکتس انتخاب شد. بعد ها درفت 1984 از مهم ترین درفت های تاریخ بسکتبال شد. به غیر از خود حکیم اولاجوان ،ستارگان بزرگی هم چون مایکل جردن،چارلز بارکلی و جان استاکسن در درفت 1984 انتخاب شده اند. بعد ها آقای ری پترسون مدیر اجرایی آن سال های هیوستون راکتس با توجه به اینکه آنها مایکل جردن را هم میتوانستند زودتر از تیم شیکاگو انتخاب کنند به هیچ عنوان ابراز پشیمانی نکرد و اظهار داشت که ما در آن زمان یک سنتر قدرتمند میخاستیم و حکیم را انتخاب کردیم و حکیم قطعا بهترین سنتری است که تاریخ بسکتبال به خود دیده است.
او در سال اول حضورش تمامی 82 بازی را به عنوان استارتر انجام داد.آمار فوق العاده میانگین 20.6 امتیاز و 11.9 ریباند و 2.8 بلاک شات در هر بازی آن هم در سال اول نشان میداد که مدیران هیوستون راکتس در درفت اشتباه نکرده اند.
حضور در بین top 5 all time centers
حکیم یکی از بهترین سنترهای تاریخ بسکتبال محسوب می‌شود. در دوران او سنترهای افسانه‌ای همچون کریم عبدالجبار، شکیل اونیل، دیوید رابینسون، موزس مالون، پاتریک اوینگ. آلونزو مورنینگ و کارل مالون قرار داشتند.در دهه نود میلادی ،دوئل های جذاب و جنگ قدرت در زیر سبد با شکیل اونیل و دیوید رابینسون یکی از تماشایی ترین تک به تک های تاریخ NBA را رقم زده است. حکیم در سال‌های ۹۴ و ۹۵ در اوج قدرت نمایی شیکاگو و مایکل جردن به عنوان قهرمانی رسیده است.
همچنین حکیم از بهترین مدافعان و بلاکرهای مطرح تاریخ بسکتبال محسوب می‌شود. او با ۳۸۳۰ بلاک شات نفر اول بیشترین بلاک در طول تاریخ NBA است. تصمیم‌گیری سریع و تکنیک منحصر به فردش در حملات همواره از مشخصه‌های اصلی او در فاز حمله بوده است.
Quadruple-Doubles
در طول تاریخ رقابت های بسکتبال حرفه ای آمریکا(NBA) فقط 4 نفر موفق به Quadruple-Doubles (چهار شاخصه آماری دو رقمی در یک بازی بسکتبال) شده اند که حکیم اولاجوان با آمار 18 امتیاز ، 16 ریباند ، 10 پاس منجر به گل و 11 بلاک شات در یک بازی ، یکی از آنها میباشد.
افتخارات
او 18 فصل در لیگ NBA به میدان رفته است که 17 فصل آنرا در تیم هیوستون راکتس و فصل آخر را در تورنتو رپتورز بازی کرده است.
در تاریخ NBA حکیم اولاجوان نفر اول در بلاک شات، نفر سیزدهم در امتیاز، نفر چهاردهم در ریباند،نفر دهم و اول بین سنترها در توب ربایی قرار دارد.
2 عنوان قهرمانی رقابت های NBA
1 بار بهترین بازیکن فصل(mvp)
2 بار بهترین بازیکن فینال NBA
12 بار حضور در All star
6 بار حضور در تیم اول فصل و 3 بار حضور در تیم دوم فصل
2 بار عنوان بازیکن دفاعی سال
5 بار حضور در تیم اول دفاعی و 4 بار در تیم دوم دفاعی فصل
2 بار عنوان بهترین ریباندر فصل
3 بار عنوان بهترین بلاکر فصل
بهترین ریباندر و بهترین بازیکن لیگ دانشگاه های آمریکا ncaa در سال 1984
شماره 34 تیم هیوستون راکتس به افتخار او برای همیشه بازنشسته شده است. 

مصاحبه بزرگان بسکتبال درباره حکیم :
مایکل جردن: با آنکه تو المپیک 92 هیچ تیمی به ما نزدیکم نمیشد اما دوست داشتم که حکیمم تو اون تیم باشه و جای خالیش احساس میشد.
شکیل اونیل: او تنها مردی است که نمی توانم بفهمم. او تنها مردی است که نمی توانم بترسانم. در دهه 90 اون بهترین سنتر لیگ بود.
دیوید رابینسون: چیزی که منو همیشه قبل از بازی به فکر فرو میبرد این بود که امشب حکیمو چجوری دفاع کنم. اون توی حملات خیلی سریع بود.
اسکاتی پیپن: در المپیک آتلانتا ما 3 تا بیگ من فوق العاده داشتیم و من قبل از آغاز رقابت ها به خودم میگفتم کدوم یکیشون قرار استارتر
باشه و ممکنه حتی منجر به درگیری بشه. اما شک و دیوید به راحتی با نیمکت نشینی خودشون کنار اومدن و حکیم استارتر بود.
وینس کارتر: به نظرم کریم و شک و بیل راسل به خاطر تعداد قهرمانی هاشون هست که بعضی جاها از حکیم بالاتر میبینمشون. ویلت هم در دورانی بوده
که هیچ بازیکن خوبی جز راسل نبوده. اگر تمام اینهارو بزاریم کنار و یک نبرد تک به تک ببینیم سخنه که بگیم حکیم اول نمیشه چون هیچ کدام سرعت 
حمله و دفاع حکیم رو نداشتن.
جیمز هاردن: بعضی موقع ها که فیلم های حکیم رو نگاه میکنم با خودم میگم اگه من و اون در هیوستون در یک زمان بازی میکردیم قطعا چندین 
قهرمانی کسب میکردیم.
استفن ای اسمیت:وقتی به حکیم مینگرم هوش فوق العاده،دفاع بی نقص،ریباند حمله و دفاع،شوت های میدرنج و هوک،سرعت و قدرت و بلاک شات میبینم.او یک اسطوره است و نمیتوان 10 نفر از بهترین های تاریخ را نام برد و نامی از او نباشد.

حضور در تیم ملی بسکتبال ایالات متحده آمریکا

او به همراه شکیل اونیل،کارل مالون،دوید رابینسون،جان استاکسون و اسکاتی پیپن در سال 1996 با اقتدار موفق به کسب مدال طلای المپیک آتلانتا شده است.